# David Filby
David Filby (* 14. April 1810 in Husum; † 17. Februar 1879 in Hamburg) war ein deutscher Optiker, Mechaniker und Politiker.

## Leben

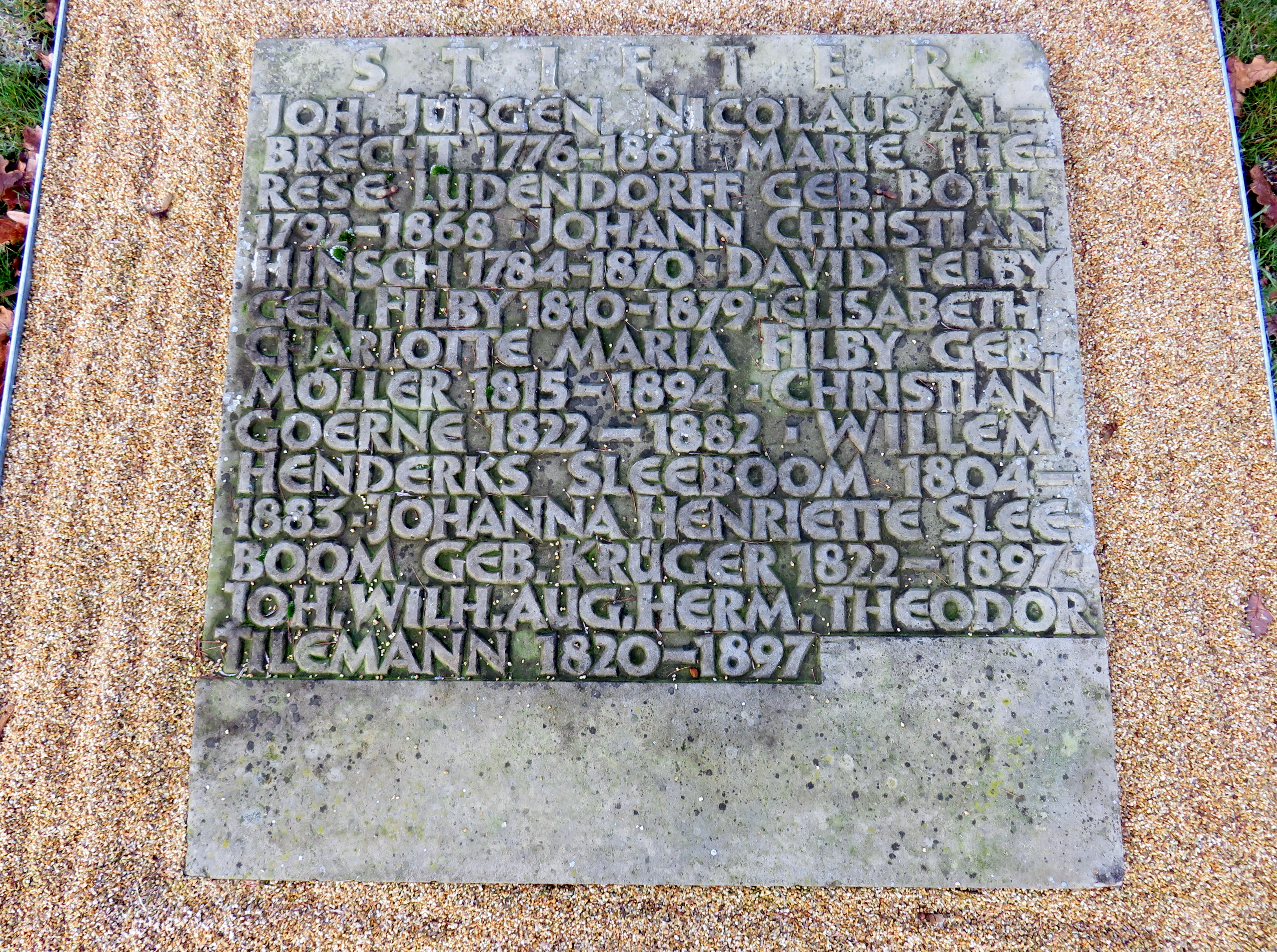
„David Felby gen. Filby“ und „Elisabeth Charlotte Maria Filby geb. Möller“, Sammelgrab Stifter,
Friedhof Ohlsdorf

Filby kam 1820 nach Hamburg, er machte ab 1830 eine Lehre in der Werkstatt von Heinrich Johann Kosbü. Ab 1837, nach seiner Lehrzeit, fing er als Bönhase an, heimlich eigene Sextanten herzustellen und zu verkaufen. Nach Erhalt des Bürgerrechtes 1840 gründete er einen Laden für nautische Instrumente und Karten, in dem auch Instrumente von ihm repariert wurden. Im Jahr 1862 wurde der Betrieb von dem Hamburger Carl Christian Plath übernommen.
Filby gehörte von 1859 bis 1879 der Hamburgischen Bürgerschaft an.
Aus Filbys Nachlass wurden Stiftungen begründet. Die Filby-Stiftung unterstützte hilfsbedürftig gewordene Hamburger Seeleute oder deren Witwen. Die Filby-Prämien Stiftung vergab Preise für die Jahrgangsbesten einzelner Klassen der Hamburger Seefahrtschule.
David Filby war verheiratet mit Elisabeth Charlotte Maria, geborene Möller.
Auf dem Ohlsdorfer Friedhof wird auf der Sammelgrabplatte Stifter des Althamburgischen Gedächtnisfriedhofs unter anderem an David Filby und seine Ehefrau erinnert.